# Catmís
Catmis es una localidad del municipio de Tzucacab en Yucatán, México.

## Toponimia
El nombre (Catmis)  proviene de la abreviación de la Fundadora, Srta. Catalina Miss.

## Localización
La población de Catmis se encuentra al sureste de la cabecera municipal Tzucacab.

## Demografía
Según el censo de 2005 realizado por el INEGI, la población de la localidad era de 949 habitantes, de los cuales 446 eran hombres y 483 eran mujeres.
| 417                         | 506 | 303 | 483 | 657 | 907 | 302 | 809 | 1154 | 1067 | 965 | 960 | 949 |
| (Fuente: INEGI [Consultar]) |     |     |     |     |     |     |     |      |      |     |     |     |